# Liste der Kulturgüter in Riedholz
Die Liste der Kulturgüter in Riedholz enthält alle Objekte in der Gemeinde Riedholz im Kanton Solothurn, die gemäss der Haager Konvention zum Schutz von Kulturgut bei bewaffneten Konflikten, dem Bundesgesetz vom 20. Juni 2014 über den Schutz der Kulturgüter bei bewaffneten Konflikten sowie der Verordnung vom 29. Oktober 2014 über den Schutz der Kulturgüter bei bewaffneten Konflikten unter Schutz stehen.
Objekte der Kategorie A sind im Gemeindegebiet nicht ausgewiesen, Objekte der Kategorie B sind vollständig in der Liste enthalten, Objekte der Kategorie C fehlen zurzeit (Stand: 1. Januar 2023).

## Kulturgüter
| Foto | | Objekt                                                                                           | Kat. | Typ | Standort                                       | Beschreibung |
| ---- | --- | ------------------------------------------------------------------------------------------------ | ---- | --- | ---------------------------------------------- | ------------ |
| ja   | Datei hochladen · Wikidata zu Bad Attisholz (Q29881184)                                                                     | Bad Attisholz KGS-Nr.: 04656                                                                     | B    | G   | Attisholz, Attisholzstrasse 3 610350 / 230850  |              |
| BW   | Datei hochladen · Wikidata zu Waldturm (ehemaliges Jagdhaus, 16. Jh.) mit Oekonomiegebäude (1710) (Q29881193)               | Waldturm (ehemaliges Jagdhaus) mit Ökonomiegebäude KGS-Nr.: 04657                                | B    | G   | Höhenstrasse 4 608850 / 231251                 |              |
| BW   | Datei hochladen · Wikidata zu Verwaltungsgebäude der ehemaligen Cellulosefabrik (Q29881185)                                 | Verwaltungsgebäude der ehemaligen Cellulosefabrik KGS-Nr.: 09287                                 | B    | G   | Attisholz, Attisholzstrasse 10 610483 / 230725 |              |
| BW   | Datei hochladen · Wikidata zu Gummenstock (Q29881187)                                                                       | Gummenstock KGS-Nr.: 11210                                                                       | B    | G   | Niederwil, Gumme 1 610450 / 232874             |              |
| BW   | Datei hochladen · Wikidata zu Landhaus Hübeli mit Brunnen (Q29881190)                                                       | Landhaus Hübeli mit Brunnen KGS-Nr.: 11222                                                       | B    | G   | Attisholz, Hübeli Attisholz 2 610620 / 230668  |              |
| BW   | Datei hochladen · Wikidata zu Landhaus / Villa Hof Brestenberg mit Nebenbauten (Ofenhaus, Speicher) und Brunnen (Q29881189) | Landhaus / Villa Hof Brestenberg mit Nebenbauten (Ofenhaus, Speicher) und Brunnen KGS-Nr.: 11223 | B    | G   | Brestenberg 1 610147 / 230449                  |              |